# Terék Anna
Terék Anna (Topolya, 1984. március 22. –) magyar költő, drámaíró.

## Élete
1984-ben született Topolyán, a Vajdaságban, Jugoszláviában. Az általános iskolát szülővárosában, a középiskolát Szabadkán végezte. Ezt követően Budapestre költözött, ahol 2012-ben szerezte meg pszichológus, tanácsadó és iskolapszichológus szakirányú diplomáját az Eötvös Loránd Tudományegyetem Pszichológiai és Pedagógiai Karán. 2015 óta iskolapszichológusként dolgozik Budapesten.

## Munkássága
Első kötete 2007-ben jelent meg, Mosolyszakadás címmel. 2011-ben publikálta Duna utca című, második kötetét, melyért ugyanabban az évben Sinkó Ervin-díjat kapott. Első színdarabját 2013-ban mutatták be Jelentkezzenek a legjobbak! / Neka se jave najbolji! címmel, a Szerb Nemzeti Színházban, Újvidéken. Vajdasági lakodalom című drámakötetét 2016-ban adta ki, legújabb verses könyve pedig, a Halott nők 2017 tavaszán jelent meg.

## Publikációi

### Önálló kötetek
- Mosolyszakadás; Sziveri János Művészeti Színpad, Muzsla, 2007 (Sikoly-művek)
- Duna utca. Összefüggő versek, Forum Könyvkiadó, Újvidék, 2011
- Vajdasági lakodalom. Drámák, Forum Könyvkiadó, Újvidék, 2016
- Halott nők. Versek, Forum Könyvkiadó, Újvidék, 2017
- Duna utca. Összefüggő versek; 2. átdolg. kiad.; Forum, Újvidék, 2017
- Háttal a napnak. Versek; Forum–Kalligram, Újvidék–Budapest, 2020

### Antológiák
- Az év versei – 2016, Magyar Napló, 2016
- Az év versei – 2017, Magyar Napló, 2017
- Az év versei – 2019, Magyar Napló Kiadó, Budapest,  2019 ISBN 9771588564192

## Díjai
- Sinkó Ervin-díj (2011)
- Móricz Zsigmond-ösztöndíj (2015)
- Örkény István-ösztöndíj (2017)
- Könyvnívódíj, Magyar Művészeti Akadémia (2017)[4]
- Sziveri János-díj (2018)[5]
- Babits Mihály műfordítói ösztöndíj (2018)
- Térey János-ösztöndíj (2020)
- Füst Milán-díj (2020)[6]

## Kritikák
- Csík Mónika: Nagymosás után. Friss női hangok a vajdasági magyar irodalomban, Kortárs Online, 2014/9
- Saródi Szilvia: „Itt még csak vendég sem vagyok”, Science Caffe, 2013. október 6.
- Fekete J. József: Perifériáról betekintő, Székelyföld, 2013. január
- Vass Norbert: Tisztítóvíz – A Duna utca című kötetről, Irodalmi Jelen Online, 2011. november 21.

## Interjúk
- Dobrotka Katinka: „Nekem máshol húzódik a normalitás” – interjú Terék Anna iskolapszichológussal, Mindset, 2017. szeptember 10.
- Göblös Nikoletta: A pszichológus-költő, akit divat lett szavalni, Press-szó, 2014. május 20.
- Saródi Szilvia: Kifolyik minden, Science Caffe, 2013. október 6.
- Molnár H. Magor: Bulik és botlások valahol útközben, Tiszatáj Online, 2012. május 14.